# Dj Adamus
DJ Adamus, с рождено име Адам Яво̀рски (на полски: Adam Jaworski; роден на 13 декември 1975 г. в Ополе), е полски диджей, музикален продуцент, журналист и телевизионна личност.

## Биография
Завършва политически науки в Ополския университет. От 1993 г. работи в местни радиостанции в Ополе. Музикалната си кариера започва в Ополе през 1996 г., като китарист на група 3K. От 2000 г. работи на клубната сцена. Заедно с Mafia Mike са основателите на проект Wet Fingers, който придобива популярност с ремиксиране на известни песни. Група „Wet Fingers“ е съавтор на саундтрака за филма „Sala samobójców“.
От 2013 г. Dj Adamus е координатор на сдружението Europa Plus в Ополското войводство. Заедно с Игор Пшебиндовски, той се занимава с музикалното оформление на програмата „Kuba Wojewódzki“. През годините 2014 – 2015 той е член на журито на програма „Twoja twarz, brzmi znajomo“ (полска версия на „Като две капки вода“).

## Дискография

### Студийни албуми
| Заглавие         | Издаден          | Издател         |
| ---------------- | ---------------- | --------------- |
| „1000 miejsc“    | 11 ноември 2013  | 001-Records     |
| „DJ Adamus 2015“ | 11 декември 2015 | Pozytywka Sound |